# القناة (فلم 2014)
القناة (بالإنجليزية: The Canal) هو فيلم رعب أنتج في الولايات المتحدة وصدر في عام 2014 من إخراج و كتابة إيفان كافانا. عُرض الفيلم لأول مرة في العالم في 18 أبريل 2014 ، في مهرجان تريبيكا السينمائي، وبطولة  روبرت إيفانز

## ملخص قصة
كان ديفيد، كاتب أرشيف الأفلام، يمر بوقت عصيب مؤخرًا، حيث يشتبه في أن زوجته أليس كانت تخونه مع أليكس، أحد زبائنها في العمل.

## الممثلون
- روبرت إيفانز في دور ديفيد - زوج
- أنتونيا كامبل هيوز بدور كلير - زميل في العمل
- هانا هوكسترا بدور أليس - زوجة
- كيلي بيرن بدور صوفي - مربية
- ستيف أورام في دور المحقق مكنمارا
- كالوم هيث في دور بيلي ويليامز - الابن
- أنتوني ميرفي في دور الشرطي 1
- سيرينا برابازون في دور وكيل عقارات
- مورا فولي بدور امرأة في الحديقة
- كارل شعبان بدور أليكس
- أليجا أيريس بدور مارجريت جاكسون
- بادي كوران في دور ويليام جاكسون
- مايلز هورغان في دور محامي

## إنتاج
تم تصوير فيلم في دبلن ، أيرلندا ، في منتصف عام 2013. جاء التمويل من مجلس الأفلام الأيرلندي والقسم 481 ، الحوافز الضريبية لأيرلندا للأفلام والتلفزيون.  أثناء إنشاء السيناريو ، اعتمد كافانا على مخاوفه وكتب السيناريو بطريقة «من البداية إلى النهاية» ، بدءًا من الصفحة الأولى من النص.  كما ركز بشدة على صوت الفيلم ، حيث أراد أن يكون بنفس أهمية الصورة

## الميزانية والإيرادات
حقق الفيلم إيرادات تقدر بـ 75212 دولار.

## روابط خارجية
- مقالات تستعمل روابط فنية بلا صلة مع ويكي بيانات